# Teyla Emmagan
Teyla Emmagan is een personage in de sciencefictionserie Stargate Atlantis gespeeld door Rachel Luttrell. Ze is een lid van het belangrijkste team van de Atlantis-expeditie. Ze werd geïntroduceerd in de aflevering "Rising" van Stargate Atlantis. 

## Biografie
Teyla, dochter van Tagan, was een leider van een dorp op de planeet Athos. Zij is bovendien bekwaam in militaire strategie, krijgskunsten, en de diplomatie van het Pegasus-stelsel. Zij beoefent ook een vorm van stokvechten (gebaseerd op Eskrima) met John Sheppard en gebruikt wapens van de Aarde (zoals de P-90). Zij is in een zeer goede fysieke vorm en kan vaak tegen twee of drie tegenstanders gemakkelijk stand houden.